# Domenico de' Marini
Domenico de' Marini (... – Genova, febbraio 1635) è stato un patriarca cattolico italiano, patriarca titolare di Gerusalemme dal 1627 al 1635.

## Biografia
Poco si sa della sua vita. La prima menzione nelle fonti coincide con la nomina da parte di papa Paolo V a vescovo di Albenga l'11 aprile 1611. Ricevette la consacrazione episcopale il 1º maggio 1611 dalle mani di Marcello Crescenzi, vescovo di Assisi, co-consacranti i vescovi Virgilio Fiorenzi, vescovo di Nocera Umbra, e Luca Semproni, vescovo di Città di Castello. 
Nel 1616 papa Paolo V lo nominò arcivescovo di Genova. Fu poi nominato vicecamerlengo della Camera apostolica nel 1623, rinunciando all'incarico il 1º gennaio 1625. Il 15 novembre 1627 fu nominato patriarca titolare di Gerusalemme da papa Urbano VIII. Mantenne entrambi i titoli fino alla sua morte, nel febbraio 1635.

## Genealogia episcopale e successione apostolica
La genealogia episcopale è:
- Cardinale Scipione Rebiba
- Cardinale Giulio Antonio Santori
- Cardinale Girolamo Bernerio, O.P.
- Cardinale Michele Bonelli, O.P.
- Vescovo Marcello Crescenzi
- Patriarca Domenico de' Marini

La successione apostolica è:
- Cardinale Giovanni Domenico Spinola (1630)